# Afrikaans kampioenschap hockey
Het Afrikaans kampioenschap hockey ook wel de Africa Cup for Nations en Africa Cup of Nations genoemd is het Afrikaans kampioenschap hockey voor landenteams. Het kampioenschap wordt elke twee jaar georganiseerd door de African Hockey Federation (AfHF).

## Mannen
| Jaar | Locatie                | Finale      | Finale                 | Finale | Om derde plaats | Om derde plaats | Om derde plaats |
| Jaar | Locatie                | Winnaar     | Uitslag                | Tweede | Derde           | Uitslag         | Vierde          |
| ---- | ---------------------- | ----------- | ---------------------- | ------ | --------------- | --------------- | --------------- |
| 1974 | Egypte (Caïro)         | Ghana       | *                      | Kenia  | Oeganda         | *               | Nigeria         |
| 1983 | Egypte (Caïro)         | Egypte      | *                      | Kenia  | Ghana           | *               | Nigeria         |
| 1989 | Malawi (Blantyre)      | Egypte      | *                      | Kenia  | Malawi          | *               | Zimbabwe        |
| 1993 | Kenia (Nairobi)        | Zuid-Afrika | *                      | Egypte | Kenia           |                 | Zimbabwe        |
| 1996 | Zuid-Afrika (Pretoria) | Zuid-Afrika | *                      | Kenia  | Egypte          | *               | Zimbabwe        |
| 2000 | Zimbabwe (Bulawayo)    | Zuid-Afrika | 3–2                    | Egypte | Zimbabwe        | 1–1             | Ghana           |
| 2005 | Zuid-Afrika (Pretoria) | Zuid-Afrika | 0–0 3–2 na strafballen | Egypte | Ghana           | 2–0             | Nigeria         |
| 2009 | Ghana (Accra)          | Zuid-Afrika | 4–1                    | Egypte | Ghana           | 3–2             | Nigeria         |
| 2013 | Kenia (Nairobi)        | Zuid-Afrika | 2–0                    | Egypte | Kenia           | 4–1             | Ghana           |
| 2017 | Egypte (Ismaïlia)      | Zuid-Afrika | 2–1                    | Egypte | Ghana           | 5–3             | Kenia           |
| 2022 | Ghana (Accra)          | Zuid-Afrika | 1–1 3-1 na shoot-outs  | Ghana  | Nigeria         | 4-2             | Kenia           |

* Het toernooi kende geen finales.

## Vrouwen
| Jaar | Locatie                | Finale      | Finale  | Finale   | Om derde plaats | Om derde plaats        | Om derde plaats |
| Jaar | Locatie                | Winnaar     | Uitslag | Tweede   | Derde           | Uitslag                | Vierde          |
| ---- | ---------------------- | ----------- | ------- | -------- | --------------- | ---------------------- | --------------- |
| 1990 | Zimbabwe (Harare)      | Zimbabwe    | *       | Namibië  | Kenia           | *                      | Zambia          |
| 1994 | Zuid-Afrika (Pretoria) | Zuid-Afrika | *       | Zimbabwe | Namibië         | *                      | Botswana        |
| 1998 | Zimbabwe (Harare)      | Zuid-Afrika | 5–0     | Kenia    | Zimbabwe        | *                      | Egypte          |
| 2005 | Zuid-Afrika (Pretoria) | Zuid-Afrika | 6–1     | Ghana    | Namibië         | 2–1 na verlenging      | Nigeria         |
| 2009 | Ghana (Accra)          | Zuid-Afrika | 5–1     | Ghana    | Nigeria         | 4–1                    | Egypte          |
| 2013 | Kenia (Nairobi)        | Zuid-Afrika | 3–2     | Ghana    | Kenia           | 11–0                   | Tanzania        |
| 2017 | Egypte (Ismaïlia)      | Zuid-Afrika | 4–0     | Ghana    | Nigeria         | 3– 3 2-1 na shoot-outs | Kenia           |
| 2022 | Ghana (Accra)          | Zuid-Afrika | 3–1     | Ghana    | Kenia           | 0-0 3-1 na shoot-outs  | Zimbabwe        |

* Het toernooi kende geen finales.
Mannen:
Caïro 1974 ·
Caïro 1983 ·
Blantyre 1989 ·
Nairobi 1993 ·
Pretoria 1996 ·
Bulawayo 2000 ·
Pretoria 2005 ·
Accra 2009 ·
Nairobi 2013 ·
Ismaïlia 2017 ·
Accra 2022

Vrouwen:
Harare 1990 ·
Pretoria 1994 ·
Harare 1998 ·
Pretoria 2005 ·
Accra 2009 ·
Nairobi 2013 ·
Ismaïlia 2017 ·
Accra 2022